# Nieuwe Prinsengracht

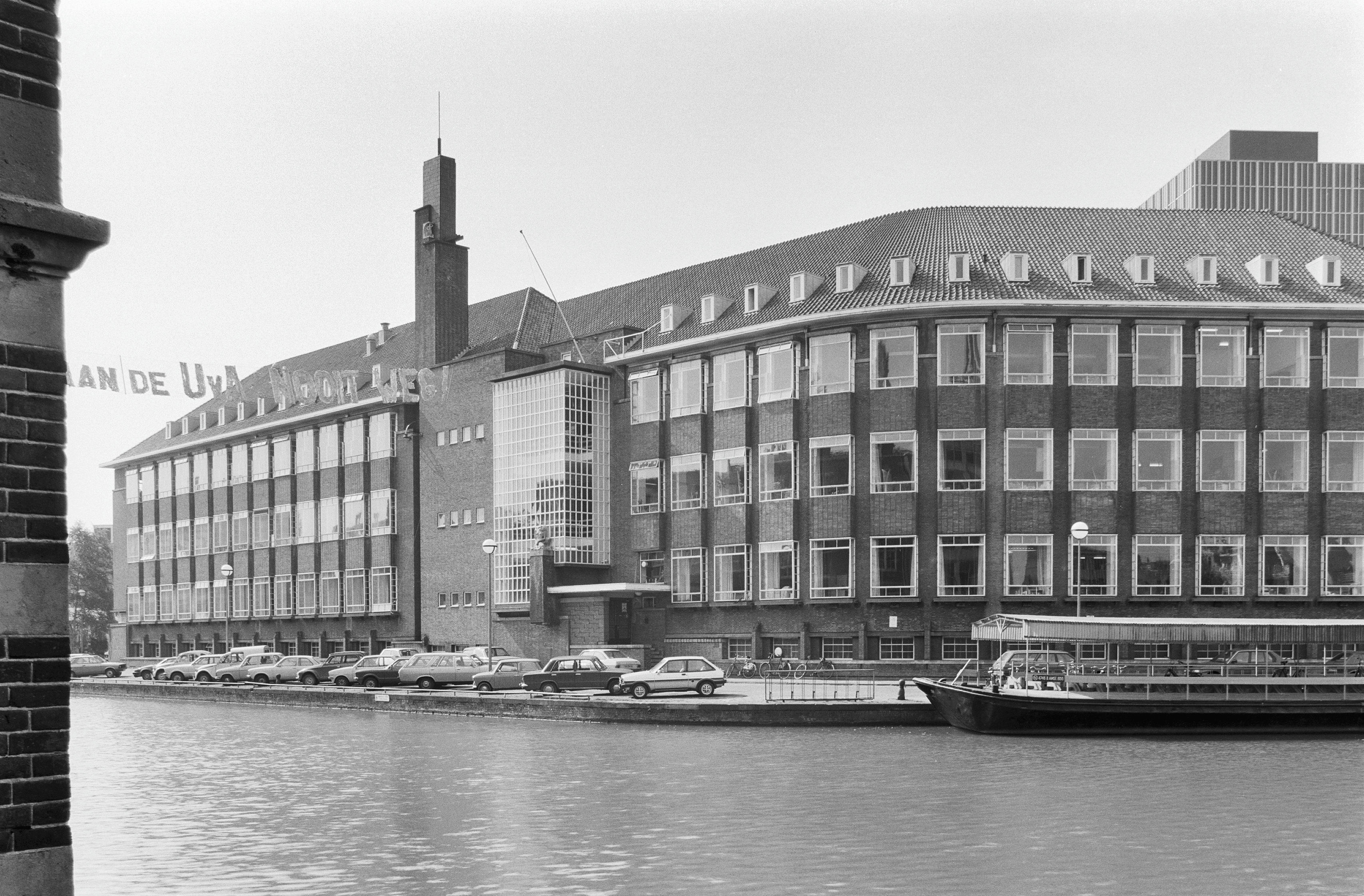
Aan de samenvloeiing van de Nieuwe Prinsengracht en Plantage Muidergracht staat het voormalig Geologisch Instituut; bouwjaar 1930.

De Nieuwe Prinsengracht ligt in het verlengde van de Amsterdamse Prinsengracht in de oostelijke grachtengordel, tussen de Amstel en de Plantage Muidergracht in de Plantage. De Nieuwe Prinsengracht grenst aan de, achter theater Carré gelegen, Onbekendegracht en kruist de Weesperstraat en de Roetersstraat. Over de Nieuwe Prinsengracht liggen drie bruggen: brug nr. 250 (Weesperzijde), brug nr. 251 (Weesperstraat) en brug nr. 258 (Roetersstraat).

## Architectuur
- Vanwege de bijzondere architectuur staan de panden Nieuwe Prinsengracht 86-94 op de gemeentelijke monumentenlijst.
- De Ben Polakbrug (brug nr. 258, een zogenaamde plaatbrug uit 1924) overspant de Nieuwe Prinsengracht bij de Roetersstraat. De brug is vernoemd naar wethouder, huisarts en verzetsstrijder Ben Polak (1913-1993).
- Ook het gebouw van het voormalig Geologisch Instituut; bouwjaar 1930, Nieuwe Prinsengracht 130, staat op de gemeentelijke monumentenlijst.

## Geschiedenis
De Prinsengracht, de derde van drie grachten behorende tot de Amsterdamse grachtengordel, werd in 1612 aangelegd. Het deel tussen de Leidsegracht en de Amstel behoort tot de uitleg van 1658. Bij de laatste uitbreiding werd het gedeelte ten oosten van de Amstel aangelegd. Dit laatste deel, de Nieuwe Prinsengracht, ook wel de Joodse Prinsengracht genoemd, lag evenals de Nieuwe Herengracht en de Nieuwe Keizersgracht in het destijds welvarende deel van de Amsterdamse Jodenbuurt.
Tot 1866 liep de Nieuwe Prinsengracht ten oosten van de Muidergracht door tot aan het Entrepotdok. De drie vijvers binnen het Artis-terrein herinneren nu nog aan het gedempte deel van de gracht.

## Bekende bewoners
- Joop Admiraal, (1937-2006), acteur
- Joseph Mendes da Costa, (1863-1939), beeldhouwer
- Samuel Jessurun de Mesquita, (1868-1944), tekenaar